# César de melhor adaptação
O César de melhor adaptação e diálogos(em francês: César de la meilleure adaptation et dialogues) é um prémio cinematográfico atribuído anualmente pela Academia dos Césares aos adaptadores de uma obra, podendo essa ser um livro, um argumento de um outro filme, uma peça de teatro, uma banda desenhada, etc.
Desde 1976 existia apenas um prémio para o argumento, quer este fosse uma adaptação de uma obra previamente existente ou uma história com diálogos não inspirados em obras publicadas: o César de melhor argumento original ou adaptação. De 1983 a 1985 a Academia dos Césares distinguiu as duas noções, voltando depois à situação inicial. A partir de 2006, tal como acontece nos Óscares, a organização dos Césares decidiu voltar a diferenciar o trabalho do adaptador do do autor original.

## Vencedores
A cor de fundo       indica os vencedores.
| Ano                                                              | Adaptador                                                  | Filme                                             | Título no Brasil                                      | Título em Portugal                 | Adaptado da obra (autor)                                                             |
| ---------------------------------------------------------------- | ---------------------------------------------------------- | ------------------------------------------------- | ----------------------------------------------------- | ---------------------------------- | ------------------------------------------------------------------------------------ |
| De 1976 a 1982: César de melhor argumento original ou adaptação. |                                                            |                                                   |                                                       |                                    |                                                                                      |
| 1983                                                             | Jean Aurenche Pierre Granier-Deferre Michel Grisolia       | L'Étoile du Nord                                  |                                                       |                                    | Le Locataire (Georges Simenon)                                                       |
| 1983                                                             | Jean-Claude Carrière Jacek Gasiorowski                     | Danton                                            | Danton - O Processo da Revolução                      | O Caso Danton                      | Sprawa Dantona (Stanisława Przybyszewska)                                            |
| 1983                                                             | Alain Decaux Robert Hossein                                | Les Misérables                                    | Os Miseráveis                                         | Os Miseráveis                      | Les Misérables (Victor Hugo)                                                         |
| 1983                                                             | Pascal Jardin Daniel Schmid                                | Hécate, maîtresse de la nuit                      |                                                       |                                    | Hécate et ses chiens (Paul Morand)                                                   |
| 1984                                                             | Sébastien Japrisot                                         | L'Été meurtrier                                   |                                                       | O Verão Assassino                  | L'Été meurtrier (Sébastien Japrisot)                                                 |
| 1984                                                             | Claude Berri                                               | Tchao Pantin                                      |                                                       |                                    | Tchao Pantin (Alain Page)                                                            |
| 1984                                                             | Robert Enrico                                              | Au nom de tous les miens                          |                                                       | Ventos do Holocausto               | Au nom de tous les miens (Martin Gray)                                               |
| 1985                                                             | Bertrand Tavernier Colo Tavernier                          | Un dimanche à la campagne                         | Um Sonho de Domingo                                   | Um Domingo no Campo                | Monsieur Ladmiral va mourir (Pierre Bost)                                            |
| 1985                                                             | Dominique Garnier Andrzej Żuławski                         | La Femme publique                                 |                                                       | A Mulher Pública                   | La Femme publique (Dominique Garnier)                                                |
| 1985                                                             | Francis Girod Françoise Giroud                             | Le Bon Plaisir                                    |                                                       |                                    | Le Bon Plaisir (Françoise Giroud )                                                   |
| De 1986 a 2005: César de melhor argumento original ou adaptação  |                                                            |                                                   |                                                       |                                    |                                                                                      |
| 2006                                                             | Jacques Audiard Tonino Benacquista                         | De battre mon cœur s'est arrêté                   | De Tanto Bater, Meu Coração Parou                     | De Tanto Bater o Meu Coração Parou | Fingers (James Toback)                                                               |
| 2006                                                             | Gilles Taurand                                             | Le Promeneur du Champ-de-Mars                     | O Último Mitterrand                                   | Um Passeio pela História           | Le Dernier Mitterrand (Georges-Marc Benamou)                                         |
| 2006                                                             | Costa-Gavras Jean-Claude Grumberg                          | Le Couperet                                       | O Corte                                               | Golpe a Golpe                      | The Ax (Donald Westlake)                                                             |
| 2006                                                             | Anne Fontaine                                              | Entre ses mains                                   |                                                       | Entre as Suas Mãos                 | Les Kangourous (Dominique Barbéris )                                                 |
| 2006                                                             | Patrice Chéreau                                            | Gabrielle                                         |                                                       | Gabrielle                          | The Return (Joseph Conrad)                                                           |
| 2007                                                             | Pascale Ferran Roger Bohbot Pierre Trividic                | Lady Chatterley                                   | Lady Chatterley                                       | Lady Chatterley                    | Lady Chatterley's Lover (D. H. Lawrence)                                             |
| 2007                                                             | Serge Hazanavicius Jean-François Halin                     | OSS 117: Le Caire, nid d'espions                  | Agente 117                                            | Agente 117                         | OSS 117 (Jean Bruce)                                                                 |
| 2007                                                             | Olivier Adam Philippe Lioret                               | Je vais bien, ne t'en fais pas                    | Não se Preocupe, Estou Bem!                           | Eu Estou Bem, Não se Preocupem     | Je vais bien, ne t'en fais pas (Olivier Adam)                                        |
| 2007                                                             | Philippe Lefebvre Guillaume Canet                          | Ne le dis à personne                              | Não Conte a Ninguém                                   | Não Digas a Ninguém                | Tell No One (Harlan Coben)                                                           |
| 2007                                                             | Jean-Michel Ribes                                          | Cœurs                                             | Medos Privados em Lugares Públicos                    | Corações                           | Private fears in public places (Alan Ayckbourn)                                      |
| 2008                                                             | Marjane Satrapi Vincent Paronnaud                          | Persepolis                                        | Persepolis                                            | Persépolis                         | Persépolis (Marjane Satrapi)                                                         |
| 2008                                                             | Claude Berri                                               | Ensemble, c'est tout                              |                                                       | Enfim, Juntos                      | Ensemble, c'est tout (Anna Gavalda)                                                  |
| 2008                                                             | Ronald Harwood                                             | Le Scaphandre et le Papillon                      | O Escafandro e a Borboleta                            | O Escafandro e a Borboleta         | Le Scaphandre et le Papillon (Jean-Dominique Bauby)                                  |
| 2008                                                             | Natalie Carter Claude Miller                               | Un secret                                         | Um Segredo de Família                                 |                                    | Un secret (Philippe Grimbert)                                                        |
| 2008                                                             | Christine Carrière                                         | Darling                                           |                                                       |                                    | Darling (Jean Teulé)                                                                 |
| 2009                                                             | Laurent Cantet François Bégaudeau Robin Campillo           | Entre les murs                                    | Entre os Muros da Escola                              | A Turma                            | Entre les murs (François Bégaudeau)                                                  |
| 2009                                                             | Éric Assous François d'Épenoux Jean Becker                 | Deux jours à tuer                                 |                                                       | Dois Dias para Esquecer            | Deux jours à tuer (François d'Épenoux)                                               |
| 2009                                                             | Clémence de Biéville François Caviglioli Nathalie Lafaurie | Le Crime est notre affaire                        |                                                       | O Crime É a Nossa Profissão        | Partners in Crime (Agatha Christie)                                                  |
| 2009                                                             | Abdel Raouf Dafri Jean-François Richet                     | L'Instinct de mort e L'Ennemi public n° 1         | Inimigo Público nº 1 e Inimigo Público nº 1 - Parte 2 |                                    | L'Instinct de mort (Jacques Mesrine)                                                 |
| 2009                                                             | Christophe Honoré Gilles Taurand                           | La Belle Personne                                 | A Bela Junie                                          | A Bela Junie                       | La Princesse de Clèves (Madame de La Fayette )                                       |
| 2010                                                             | Stéphane Brizé Florence Vignon                             | Mademoiselle Chambon                              | Mademoiselle Chambon                                  | Mademoiselle Chambon               | Mademoiselle Chambon (Éric Holder)                                                   |
| 2010                                                             | Anne Fontaine Camille Fontaine                             | Coco avant Chanel                                 | Coco antes de Chanel                                  | Coco avant Chanel                  | L'Irrégulière (Edmonde Charles-Roux)                                                 |
| 2010                                                             | Philippe Godeau Agnès de Sacy                              | Le Dernier pour la route                          | Um Novo Caminho                                       |                                    | Le Dernier pour la route (Hervé Chabalier)                                           |
| 2010                                                             | Laurent Tirard Grégoire Vigneron                           | Le Petit Nicolas                                  | O Pequeno Nicolau                                     | O Menino Nicolau                   | Le Petit Nicolas (René Goscinny e Sempé)                                             |
| 2010                                                             | Alex Réval Laurent Herbiet                                 | Les Herbes folles                                 | Ervas Daninhas                                        | As Ervas Daninhas                  | L'Incident (Christian Gailly)                                                        |
| 2011                                                             | Robert Harris Roman Polański                               | The Ghost Writer                                  | O Escritor Fantasma                                   | O Escritor Fantasma                | The Ghost Writer (Robert Harris)                                                     |
| 2011                                                             | Julie Bertucelli                                           | L'Arbre                                           | A Árvore                                              |                                    | Our Father Who Art in The Tree (Judy Pascoe)                                         |
| 2011                                                             | Éric Lartigau Laurent de Bartillat                         | L'Homme qui voulait vivre sa vie                  |                                                       |                                    | Douglas Kennedy (Douglas Kennedy)                                                    |
| 2011                                                             | François Ozon                                              | Potiche                                           | Potiche - Esposa Troféu                               | Potiche - Minha Rica Mulherzinha   | Potiche (Pierre Barillet e Jean-Pierre Grédy)                                        |
| 2011                                                             | Bertrand Tavernier Jean Cosmos François-Olivier Rousseau   | La Princesse de Montpensier                       |                                                       | A Princesa de Montpensier          | La Princesse de Montpensier (Madame de Lafayette)                                    |
| 2012                                                             | Roman Polański Yasmina Reza                                | Carnage                                           |                                                       | O Deus da Carnificina              | Le Dieu du carnage (Yasmina Reza)                                                    |
| 2012                                                             | David Foenkinos                                            | La Délicatesse                                    |                                                       |                                    | La Délicatesse (David Foenkinos)                                                     |
| 2012                                                             | Vincent Garenq                                             | Présumé Coupable                                  |                                                       |                                    | Chronique de mon erreur judiciaire (Alain Marécaux)                                  |
| 2012                                                             | Olivier Gorce Roschdy Zem Rachid Bouchareb Olivier Lorelle | Omar m'a tuer                                     |                                                       |                                    | Pourquoi moi ? (Omar Raddad) Omar, la construction d'un coupable (Jean-Marie Rouart) |
| 2012                                                             | Mathieu Kassovitz Benoît Jaubert Pierre Geller             | L'Ordre et la Morale                              |                                                       |                                    | La Morale et l'action (Philippe Legorjus)                                            |
| 2013                                                             | Jacques Audiard Thomas Bidegain                            | De rouille et d'os                                | Ferrugem e Osso                                       | Ferrugem e Osso                    | Rust and Bone (Craig Davidson)                                                       |
| 2013                                                             | Lucas Belvaux                                              | 38 témoins                                        |                                                       |                                    | Est-ce ainsi que les femmes meurent ? (Didier Decoin)                                |
| 2013                                                             | Gilles Taurand Benoît Jacquot                              | Les Adieux à la reine                             |                                                       | Adeus, Minha Rainha                | Les Adieux à la reine (Chantal Thomas)                                               |
| 2013                                                             | François Ozon                                              | Dans la maison                                    | Dentro da Casa                                        |                                    | El Chico de la última fila (Juan Mayorga)                                            |
| 2013                                                             | Matthieu Delaporte Alexandre de la Patellière              | Le Prénom                                         | Qual É o Nome do Bebê                                 | O Nome da Discórdia                | Le Prénom (Matthieu Delaporte Alexandre de la Patellière)                            |
| 2014                                                             | Guillaume Gallienne                                        | Les Garçons et Guillaume, à table!                |                                                       |                                    | Les Garçons et Guillaume, à table! (Guillaume Gallienne)                             |
| 2014                                                             | Arnaud Desplechin                                          | Jimmy P. (Psychothérapie d'un Indien des plaines) |                                                       | Jimmy P: Realidade e Sonho         | Psychothérapie d'un indien des plaines (Georges Devereux)                            |
| 2014                                                             | Bertrand Tavernier Christophe Blain Antonin Baudry         | Quai d'Orsay                                      |                                                       | Palácio das Necessidades           | Quai d'Orsay (Christophe Blain e Abel Lanzac)                                        |
| 2014                                                             | Roman Polański David Ives                                  | La Vénus à la fourrure                            | A Pele de Vênus                                       | Vénus de Vision                    | La Vénus à la fourrure (Leopold von Sacher-Masoch)                                   |
| 2014                                                             | Abdellatif Kechiche Ghalya Lacroix                         | La Vie d'Adèle                                    | Azul É a Cor Mais Quente                              | A Vida de Adèle                    | Le bleu est une couleur chaude (Julie Maroh)                                         |
| 2015                                                             | Cyril Gély e Volker Schlöndorff                            | Diplomatie                                        |                                                       |                                    | Peça de teatro Diplomatie de Cyril Gély                                              |
| 2015                                                             | Mathieu Amalric e Stéphanie Cléau                          | La Chambre bleue                                  |                                                       |                                    | La Chambre bleue (Georges Simenon)                                                   |
| 2015                                                             | Sólveig Anspach e Jean-Luc Gaget                           | Lulu femme nue                                    |                                                       |                                    | Lulu femme nue (Étienne Davodeau)                                                    |
| 2015                                                             | Lucas Belvaux                                              | Pas son genre                                     |                                                       |                                    | Pas son genre (Philippe Vilain)                                                      |
| 2015                                                             | Cédric Anger                                               | La prochaine fois je viserai le cœur              |                                                       |                                    | Affaire Alain Lamare e Un assassin au-dessus de tout soupçon (Yvan Stefanovitch)     |
| 2016                                                             | Philippe Faucon                                            | Fatima                                            |                                                       |                                    | Prière à la lune de Fatima Elayoubi                                                  |
| 2016                                                             | David Oelhoffen e Frédéric Tellier                         | L'Affaire SK1                                     |                                                       |                                    | L'Affaire SK 1 de Patricia Tourancheau                                               |
| 2016                                                             | Samuel Benchetrit                                          | Asphalte                                          |                                                       |                                    | Les Chroniques de l’Asphalte (Samuel Benchetrit)                                     |
| 2016                                                             | Vincent Garenq e Stéphane Cabel                            | L'Enquête                                         |                                                       |                                    | Clearstream, l'enquête (Denis Robert)                                                |
| 2016                                                             | Benoît Jacquot e Hélène Zimmer                             | Journal d'une femme de chambre                    |                                                       |                                    | Le Journal d'une femme de chambre (Octave Mirbeau)                                   |
| 2017                                                             | Céline Sciamma                                             | Ma vie de Courgette                               |                                                       |                                    | Romance Autobiographie d'une courgette (Gilles Paris)                                |
| 2017                                                             | David Birke                                                | Elle                                              |                                                       |                                    | Romance Oh... (Philippe Djian)                                                       |
| 2017                                                             | Séverine Bosschem e Emmanuelle Bercot                      | La Fille de Brest                                 |                                                       |                                    | Livro Mediator 150 mg: combien de morts? (Irène Frachon)                             |
| 2017                                                             | François Ozon                                              | Frantz                                            |                                                       |                                    | Peça de teatro L'Homme que j'ai tué (Maurice Rostand)                                |
| 2017                                                             | Nicole Garcia e Jacques Fieschi                            | Mal de pierres                                    |                                                       |                                    | Romance Mal di pietre (Milena Agus)                                                  |
| 2017                                                             | Katell Quillévéré e Gilles Taurand                         | Réparer les vivants                               |                                                       |                                    | Romance Réparer les vivants (Maylis de Kerangal)                                     |
| 2018                                                             | Albert Dupontel e Pierre Lemaitre                          | Au revoir là-haut                                 |                                                       |                                    | Romance Au revoir là-haut (Pierre Lemaitre)                                          |
| 2018                                                             | Xavier Beauvois e Frédérique Moreau                        | Les Gardiennes                                    |                                                       |                                    | Romance Les Gardiennes (Ernest Pérochon)                                             |
| 2018                                                             | Grand Corps Malade e Fadette Drouard                       | Patients                                          |                                                       |                                    | Livro 'Patients (Grand Corps Malade)                                                 |
| 2018                                                             | Éric Barbier e Marie Eynard                                | La Promesse de l'aube                             |                                                       |                                    | Romance La Promesse de l'aube (Romain Gary)                                          |
| 2018                                                             | Michel Hazanavicius                                        | Le Redoutable                                     |                                                       |                                    | Autobiografia Un an après (Anne Wiazemsky)                                           |